# Tape de bouche
Pour les articles homonymes, voir Tape.

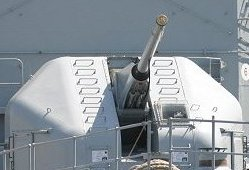
Le canon de 100 mm de la frégate Primauguet scellé par une tape de bouche.

Une tape de bouche est un bouchon fermant la gueule d'une pièce d'artillerie, en bois, métal ou caoutchouc, et qui la protège de l'humidité, des embruns et des paquets de mer.
À l'origine, les canons des vaisseaux de ligne étaient protégés parce qu'on les rentrait par les sabords entre chaque usage. L'invention des tourelles mobiles desquelles les canons dépassaient exposa les canons aux éléments en permanence. On en scella donc la gueule entre chaque usage par un bouchon d'abord en bois, puis en métal ou en caoutchouc. Les tapes de bouches modernes sont conçues pour que l'on puisse tirer à travers en cas d'urgence.
Les tapes de bouches des grands bâtiments étaient gravées aux armoiries de l'unité, et ces objets sont devenus avec le temps des objets de tradition des marines de guerre. Elles sont prisées des collectionneurs, et même les unités qui ne portent pas d'artillerie (comme les sous-marins) ont néanmoins leur propre tape de bouche symbolique.
Cadeau traditionnel.

Ainsi, c'est aussi une récompense offerte à différentes occasions par exemple lors du débarquement des marins d'active ou marins appelés du contingent ayant servi sur des unités combattantes. Elles symbolisent les services honorables, le mérite et le dévouement des marins à l'égard de leur pays. 
L'Association Centrale des Officiers de Réserve de l'Armée de Mer (ACORAM) a sa tape de bouche symbolique.

## Images

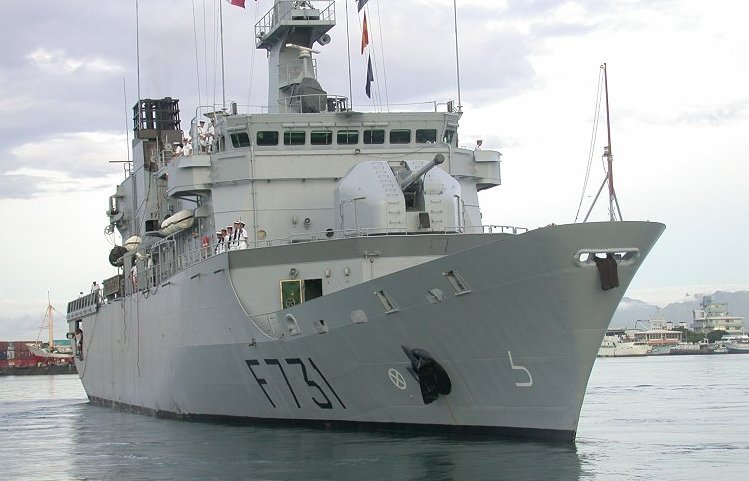
Le canon de 100 mm de la frégate de surveillance Prairial scellé par une tape de bouche.
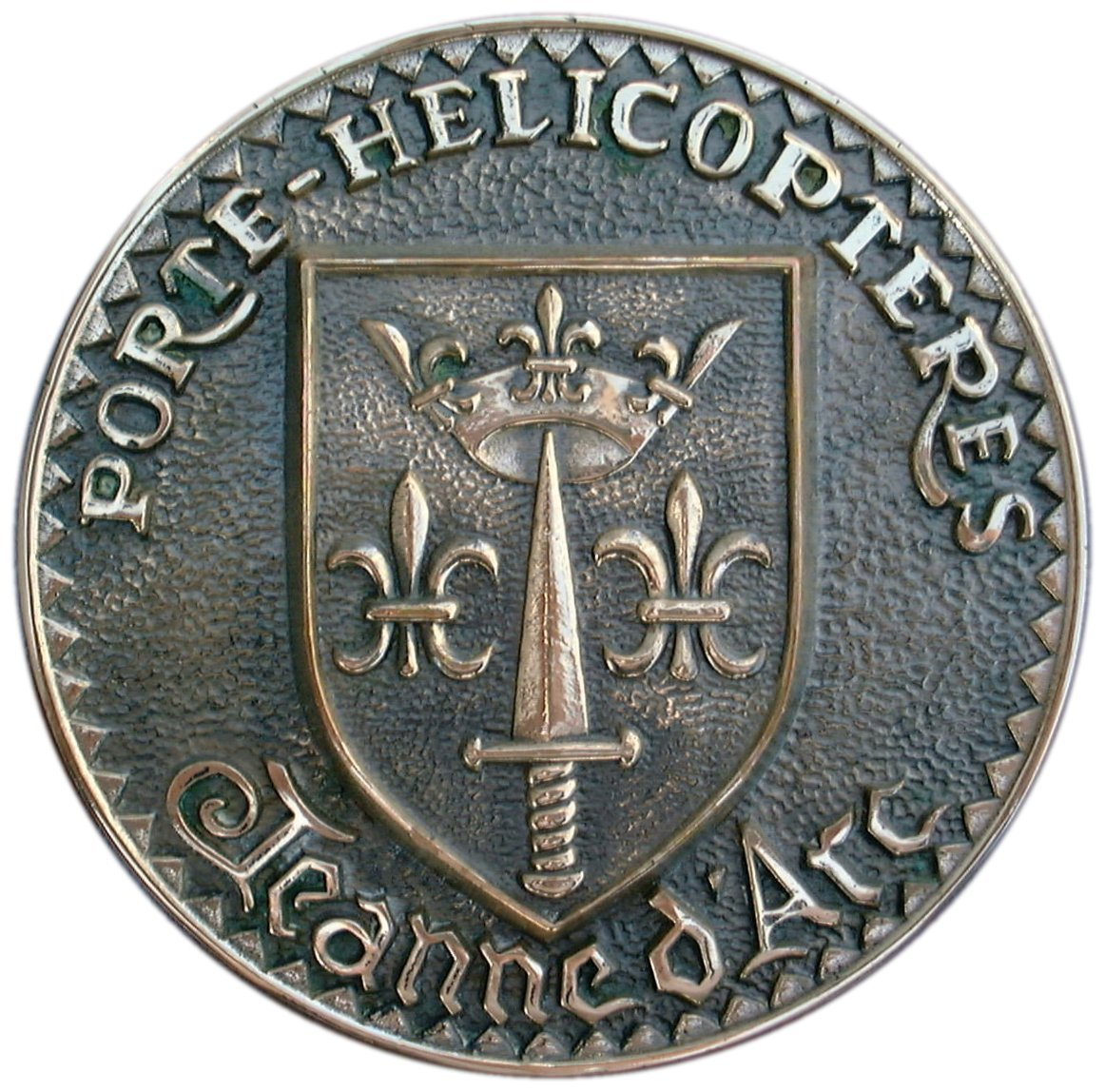
Tape de bouche de la Jeanne d'Arc
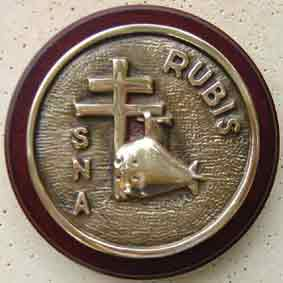
Tape de bouche du Rubis
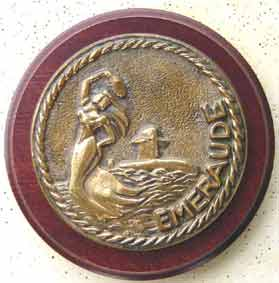
Tape de bouche de l'Émeraude